# Dans la vie faut pas s'en faire
Dans la vie faut pas s'en faire est une chanson rendue populaire par Maurice Chevalier, qui l'a créée dans l'opérette Dédé (1921).

## Historique
La chanson a été écrite par Albert Willemetz et composée par Henri Christiné,. Elle provient de leur opérette Dédé, créée le 10 novembre 1921, au théâtre des Bouffes-Parisiens, avec Maurice Chevalier dans le rôle de Robert.

## Texte et musique
La chanson est un conseil insouciant. Elle relativise les choses en disant que rien dans la vie ne vaut la peine de s'inquiéter :

« Dans la vie faut pas s'en faire.
Moi je ne m'en fais pas,. »

La chanson a des intonations « roulées et enchanteresses ».

## Réception
Cette chanson s'est révélé être un succès instantané pour Chevalier. Selon la biographie de Maurice Chevalier écrite par David Bret, la chanson « devint un standard qui l'accompagnerait partout dans le monde et dont les sentiments allaient comme une seconde peau à son style décontracté et boulevardier ».
Dans la vie faut pas s'en faire est également le titre d'un florilège des mémoires de Maurice Chevalier, paru en 2012 aux éditions Omnibus.

## Discographie
78 tours
- Je m'donne / Dans la vie faut pas s'en faire, Pathé 2030/2031 (1921)